# Chetryrus longus
Chetryrus longus es una especie de coleóptero de la familia Endomychidae.

## Distribución geográfica
Habita en Costa de Marfil.